# 宣克炅
宣克炅（1977年—），上海市人，中華人民共和國记者。曾任上海广播电视台融媒体中心首席记者，负责报道突發社會新聞，以報道事故而知名。

## 生平
宣克炅毕业于复旦大学新闻学院，2000年起加入东方电视台社会新闻部《热线传呼》栏目，從事新聞工作。2014年4月25日起主持新聞分析節目《小宣說》。曾获中国广播电视一等奖、二等奖，上海长江韬奋奖。
2022年7月15日，宣克炅在新浪微博上發了一首《致知了》打油詩，結果被指影射習近平而被上海广播电视台批評。其微博賬號也遭禁言。

## 外部連結
- 宣克炅的新浪微博